# 雅克·勒高夫
雅克·勒高夫（法語發音：[ʒak lə ɡɔf]；1924年1月1日—2014年4月1日），又譯為賈克·勒果夫，生於法國土倫，歷史學者，專長於歐洲中世紀史，尤其是12至13世紀。他是年鑑學派第三代代表人物之一。他是「新史學」的主要人物之一。他認為中世紀本身是一個獨立的文明，與希臘－羅馬時代及現代有明顯分別。

## 生平
1924年，勒高夫生於土倫，他的母親來自普羅旺斯，是天主徒；父親是布列塔尼人，反對教權。因此他雖然受天主教教育長大，但他都是到公立學校上學。1941年，進入馬賽的梯也尔高中的高師預科。次年11月，德軍進佔土倫，勒高夫由於患胸膜炎離開馬賽，到阿爾卑斯山間休養。1943年4月，到馬賽投考巴黎高等師範學院，未能考中；12月，躲避維希政權的徵兵令返回阿爾卑斯山。1944年11月，北上巴黎，到索邦大學修讀文獻語言考證。1945年1月，轉入路易大帝中學的高師預科。7月，考入高師。1946年，到荷蘭一位同學家中作客，又到捷克遊歷。1947年，獲外交部獎學金，到布拉格查理大学進修。1948年，回國後未能通過地理鑑定考試，無法升學遂休學一年。1949年秋，通過考試升讀四年級。1950年，通過教師資格考試。畢業後到亞眠高中擔任教師。次年到牛津大學林肯學院進修。1953年，到羅馬法國學院進修。返回巴黎後在國家科學研究中心任研究員。1954年，任里爾大學助教。
1959年，勒高夫進入布勞岱爾主持的高等實踐研究院第六組。1968年，勒高夫在廣播頻道『法國文化』主持『週一歷史』節目。1969年，《年鑑》雜誌編委會改組，勒高夫和費侯、拉迪里等人共同接棒組成新的主編群。1972年，布勞岱爾退休後繼任，1975年，第六組獨立，更名為社會科學高等學院任院長，直到1977年卸任。1983年至1985年，勒高夫進入國家委員會，主持歷史與地理教育革新的計劃。1992年，退休。
2014年4月1日，因严重的伤病在巴黎去世，享年90岁。

## 心態史成就
勒高夫(Jacques Le Goff)，他發表《煉獄的誕生》(La naissance du purgatoire)，探討人們對死後世界呈現的變遷史，勒高夫相信煉獄觀念的興起是構成封建基督教轉化原因，另外他也發表關於心態史的專書《心態史：一個模糊不清的歷史》(Mentalités: une histoire d'ambiguités) ，指出心態史的集體特徵，即一種歷史心態的產生是一個同時代的人所共有的，而非個體的內容。

## 著作
- 《中世紀的知識分子》，北京：商務印書館（ISBN 9787100018463）
- 《聖路易》，北京：商務印書館（ISBN 9787100034647）
- 《中世紀英雄與奇觀》，台北：貓頭鷹出版社（ISBN 9789867001443）
- 《法國當代新史學》（合著），台北：遠流出版社（ISBN 9573219093）
- 《錢袋與永生：中世紀的經濟與宗教》，上海：上海人民出版社（ISBN 9787208065949）
- 《中世纪文明（400-1500年）》，上海：上海人民出版社（ISBN9787543219854）